# Termas romanas de Caesaraugusta

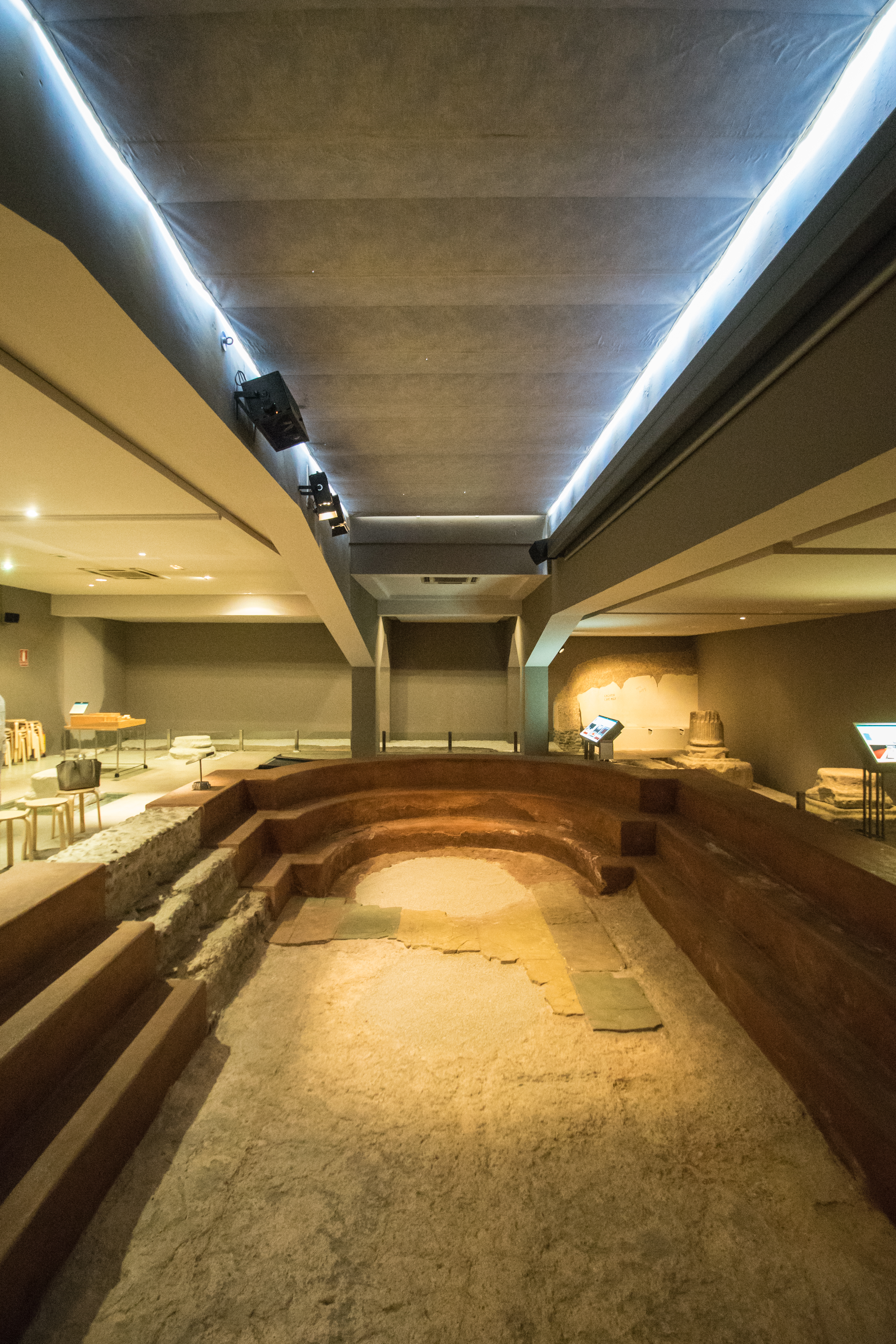
Piscina de las termas romanas de Caesaraugusta

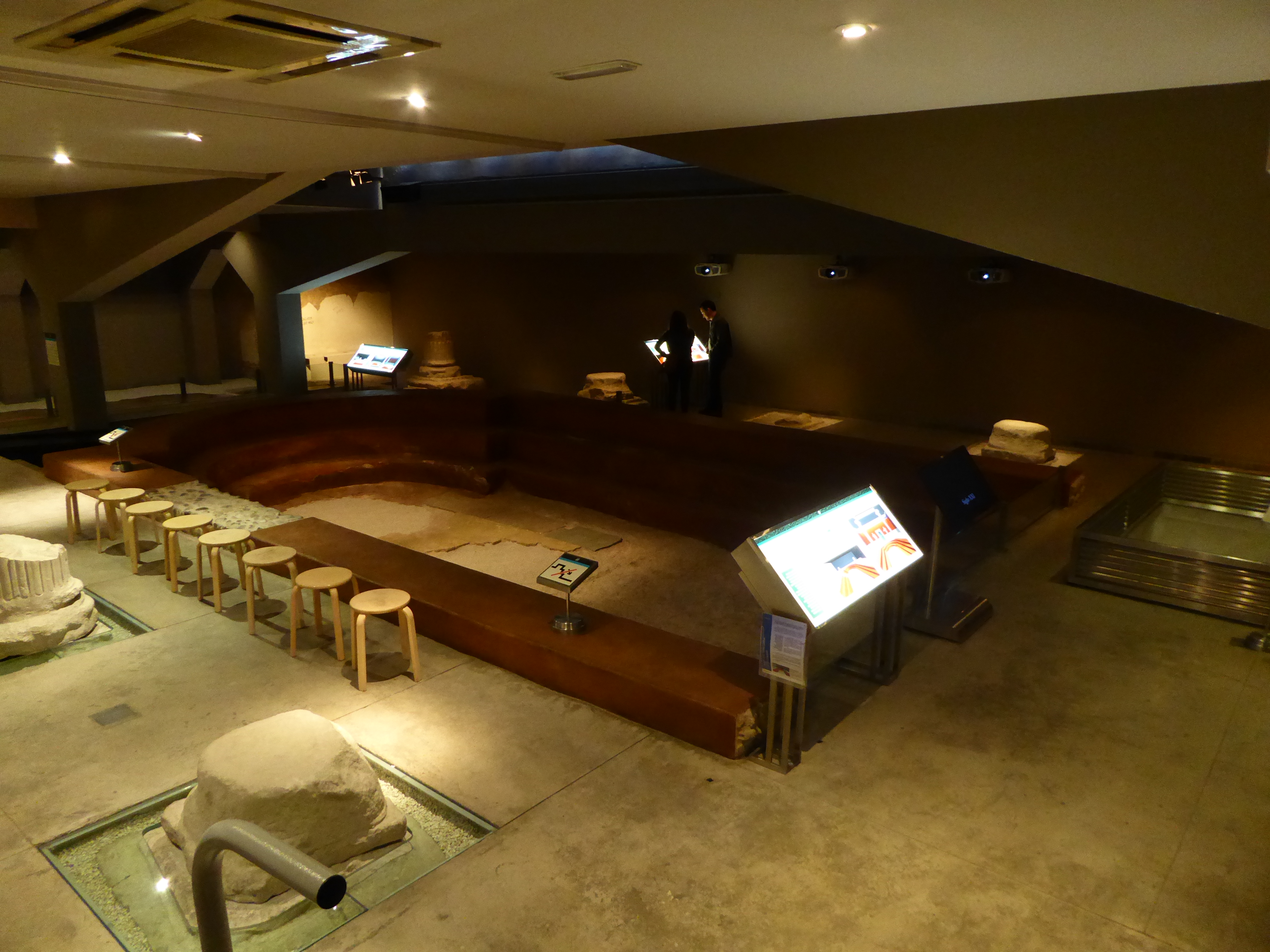
Aspecto general

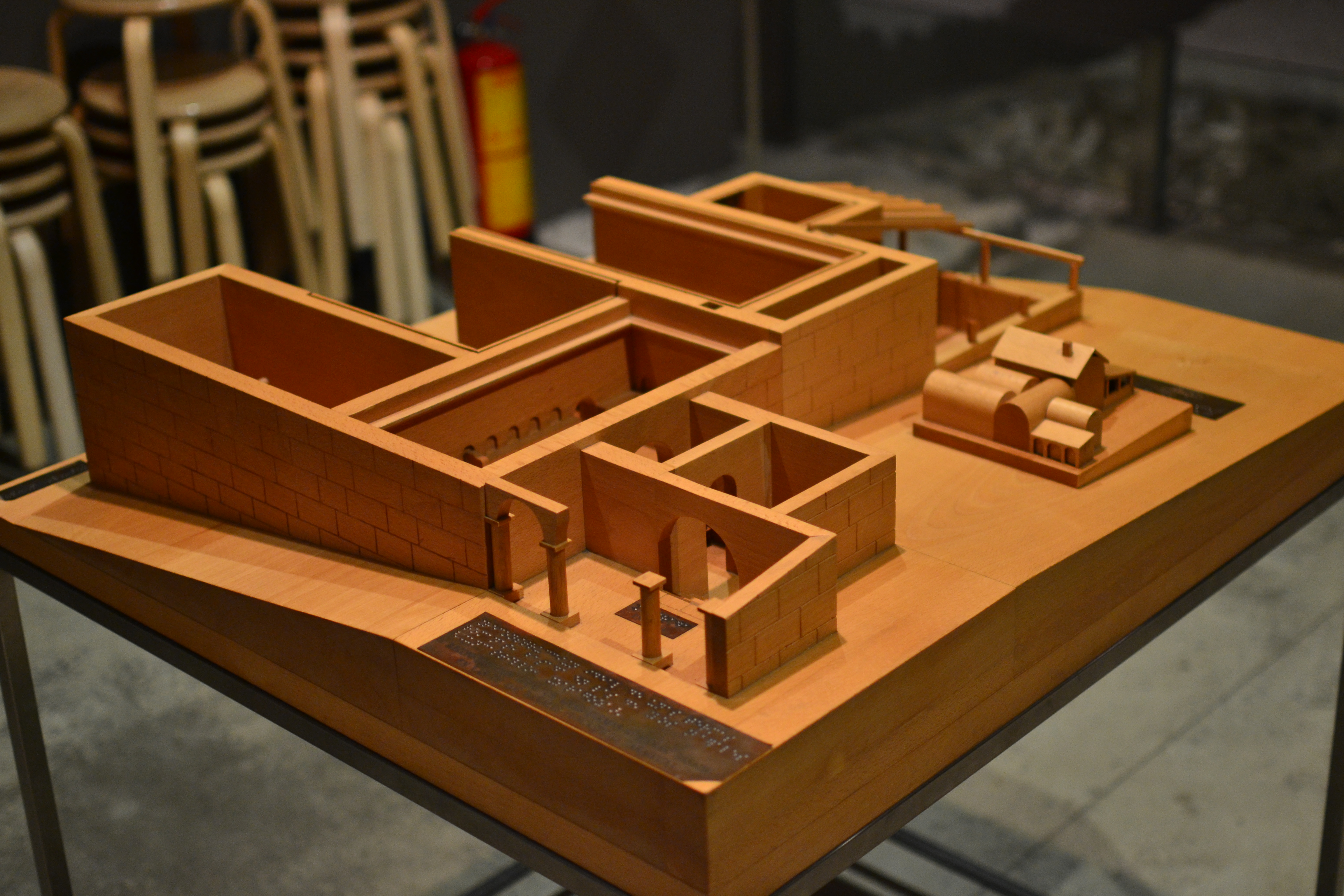
Maqueta

Las termas romanas de Caesaraugusta se construyeron en la Colonia Caesar Augusta, en la provincia Hispania Citerior Tarraconensis perteneciente al Imperio romano, actualmente denominada Zaragoza, siendo capital de la comunidad autónoma de Aragón (España). 

## Historia y conservación

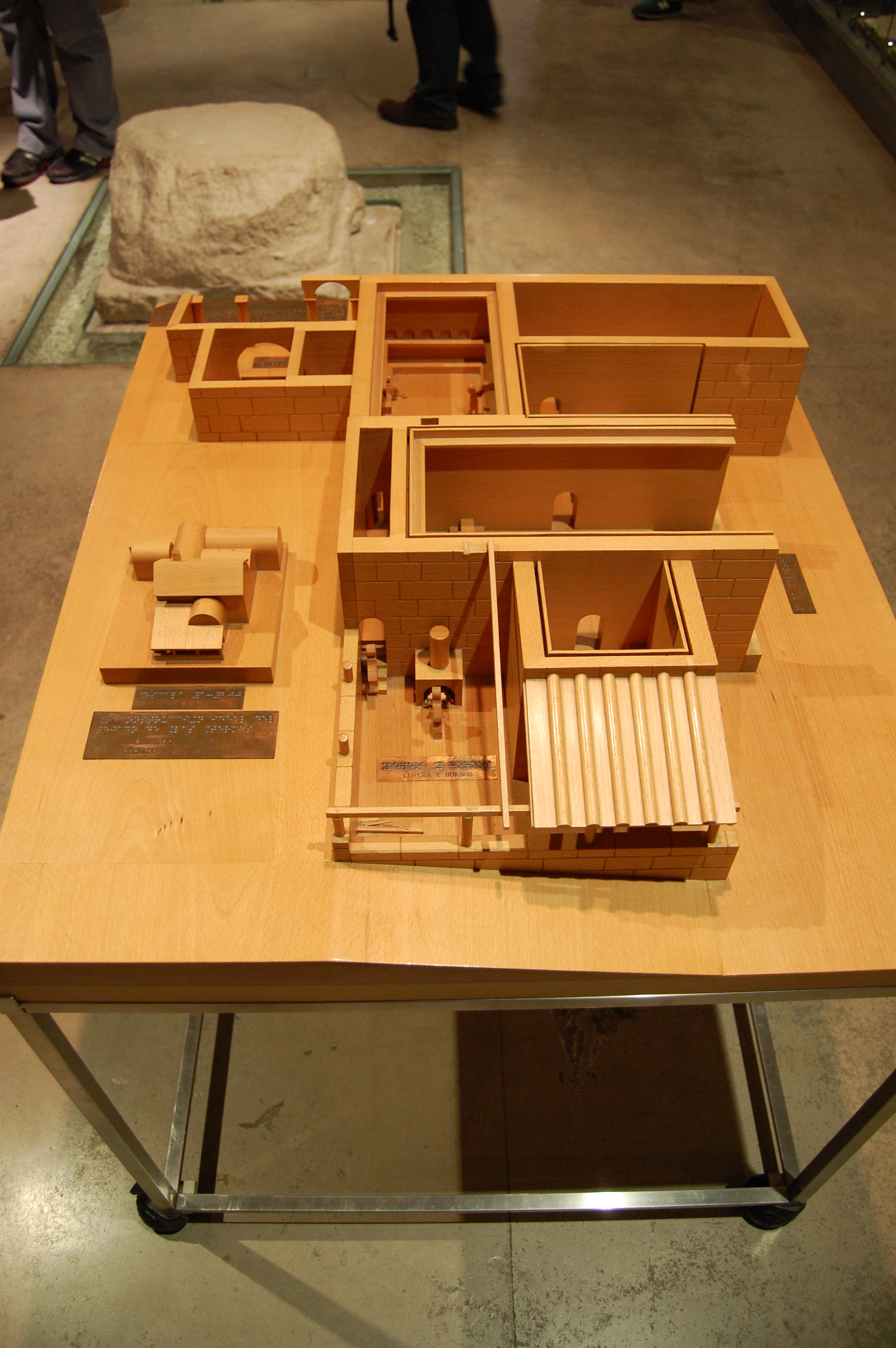
Museo de las Termas de Zaragoza.

Las termas públicas fueron construidas en el siglo I d. C., en la época del inicio de la dinastía Julio-Claudia (con Calígula o Claudio), y se utilizaron hasta el siglo IV de nuestra Era, y se han conservado restos de las letrinas públicas y de una piscina al aire libre que se construyó posteriormente en el mismo lugar.
Los restos más notorios son los de la natatio, que presenta columnatas a sus costados. Estaba revestida con placas de mármol en suelo y paredes, y decorada con motivos florales. Todo ello en el estilo de la época final julioclaudia. El frigidarium se cerró en sus lados mediante formas absidiales. 
No es este el único resto de instalaciones termales de Caesaraugusta del que quedan testimonios, pues se han descubierto canales de desagüe pertenecientes a instalaciones privadas termales en la calle Prudencio y restos de un caldarium y un frigidarium de una villa suburbana situada en la actual plaza del Pilar.